# 5696-os busz
Az 5696-os jelzésű autóbuszvonal helyközi autóbuszjárat Pécs és Szentkatalin között, melyet a Volánbusz Zrt. lát el.

## Közlekedése
A járat Pécset és Szentkatalint köti össze. Menetideje Szentkatalin felé 1 óra 7 perc, Pécs felé 1 óra 20 perc. A  bükkösdi járat menetideje Pécs felé 60 perc, Bükkösd felé 48 perc. A járat a Mártírok útját, Főpályaudvart, Veress Endre utcát, Esztergár Lajos utcát  érintve jut el Uránvárosig. Uránváros és Szentlőrinc között a 6-os főúton közlekedik, betér a településre, ezután alsóbbrendű úton éri el Szentkatalint. A reggeli, Pécsre tartó járatok betérnek Dinnyeberkibe.
Munkanapokon kettő járatpár szállítja az utasokat, az egyik járatpár végállomása Bükkösd.

## Megállóhelyei
| 0  | Pécs, autóbusz-állomás végállomás | 34 | 3, 3E, 4, 4Y, 6, 6E, 7, 7Y, 8, 13, 13E, 15, 20, 21, 21A, 22, 23, 23Y, 24, 30, 30Y, 31, 32, 32Y, 34Y, 35Y, 40, 41, 41Y, 41E, 42, 42Y, 43, 46, 60, 60A, 60Y, 73, 73Y, 103, 107E, 109E, 121, 130, 130A, 973 1134, 1486, 1503, 1504, 1524, 1535, 1562, 1564, 1566, 1568, 1569, 1577, 1578, 1579, 1641, 1665, 1668, 1673, 1707, 1740, 1742, 1843 5600, 5601, 5602, 5603, 5605, 5606, 5608, 5610, 5611, 5620, 5621, 5622, 5623, 5624, 5625, 5626, 5627, 5628, 5630, 5631, 5634, 5635, 5636, 5637, 5638, 5639, 5640, 5642, 5643, 5645, 5646, 5647, 5650, 5655, 5656, 5658, 5660, 5661, 5662, 5663, 5666, 5667, 5668, 5670, 5671, 5672, 5673, 5674, 5676, 5677, 5678, 5679, 5680, 5681, 5682, 5683, 5685, 5686, 5687, 5688, 5689, 5690, 5698, 5856, 5857 |
| ∫  | Pécs, Főpályaudvar                | 33 | 3, 3E, 4, 4Y, 6, 6E, 7, 7Y, 8, 13, 13E, 13Y, 14, 14Y, 15, 15A, 20, 30, 31, 32, 32Y, 33, 34, 34Y, 35, 35Y, 36, 37, 38, 38Y, 39, 40, 41, 41E, 41Y, 42, 42Y, 43, 44, 46, 47, 73, 73Y, 104, 104A, 104E, 104Y, 130, 130A, 140, 913, 932, 940, 973 5600, 5601, 5602, 5603, 5660, 5661, 5662, 5670, 5671, 5672, 5673, 5674, 5676, 5677, 5678, 5679, 5680, 5681, 5682, 5683, 5685, 5686, 5688, 5689, 5698 személyvonat, Fenyves sebesvonat, Helikon InterRégió, Pannónia InterRégió, Mecsek InterCity |
| 1  | Pécs, Rét utca                    | ∫  | 4, 4Y, 104, 104A, 104E, 104Y 5600, 5601, 5602, 5603, 5670, 5671, 5672, 5673, 5674, 5676, 5677, 5678, 5679, 5680, 5682, 5683, 5685, 5686, 5687, 5689, 5698 |
| 2  | Pécs, Megyeri út                  | 32 | 4, 4Y, 104, 104A, 104E, 104Y 5600, 5601, 5602, 5603, 5670, 5671, 5672, 5673, 5674, 5676, 5677, 5678, 5679, 5680, 5681, 5682, 5683, 5685, 5686, 5698 |
| 3  | Pécs, Mecsek Áruház               | 31 | 1, 2, 2A, 4, 4Y, 21, 21A, 22, 23, 23Y, 24, 102, 102Y, 104, 104A, 104E, 104Y, 121 5600, 5601, 5602, 5603, 5670, 5671, 5672, 5673, 5674, 5676, 5677, 5678, 5679, 5680, 5681, 5682, 5683, 5685, 5686, 5689, 5698 |
| 4  | Pécs, Uránváros autóbusz-állomás  | 30 | 1, 2, 2A, 4, 4Y, 21, 21A, 22, 23, 23Y, 24, 25, 25A, 26, 27, 27Y, 28, 28A, 28Y, 29, 102, 102Y, 104, 104A, 104E, 121, 926 1134, 1503, 1562, 1569, 1579, 1641, 1665, 1668, 1673, 1742 5600, 5601, 5602, 5603, 5670, 5671, 5672, 5673, 5674, 5676, 5677, 5678, 5679, 5680, 5681, 5682, 5683, 5685, 5686, 5687, 5688, 5689, 5690, 5698 |
| 5  | Pécs, (Patacs) bejárati út        | 29 | 25, 25A, 26, 27, 27Y, 28, 29, 926 5670, 5671, 5672, 5673, 5674, 5676, 5677, 5678, 5679, 5680, 5681, 5682, 5683, 5685, 5686, 5687, 5689, 5698 |
| 6  | Pécs, Munkaerőképző központ       | 28 | 26, 27Y, 28, 29, 926 5670, 5671, 5672, 5673, 5674, 5676, 5677, 5678, 5679, 5680, 5681, 5682, 5683, 5685, 5686, 5689, 5698 |
| 7  | Pécs, pellérdi elágazás           | 27 | 26, 27Y, 28, 29, 926 5678, 5679, 5680, 5681, 5682, 5683, 5685, 5686, 5689, 5698 |
| 8  | Pécs, Cserkúti csárda             | 26 | 26, 27Y, 28, 29, 926 5678, 5679, 5680, 5681, 5682, 5683, 5685, 5686, 5689, 5698 |
| ∫  | Pécs, Cserkút tető                | 25 | 26, 27Y, 28, 29, 926 5678, 5680, 5682, 5683, 5685, 5687, 5689, 5698 |
| 9  | Pécs, II-es rakodó                | 24 | 26, 27Y, 28, 29, 926 5678, 5679, 5680, 5681, 5682, 5683, 5685, 5686, 5689, 5698 |
| 10 | Kővágószőlősi elágazás            | 23 | 5678, 5679, 5680, 5681, 5682, 5683, 5685, 5686, 5689, 5698 |
| 11 | Kővágótöttös, Tortyogó            | 22 | 5678, 5679, 5680, 5681, 5682, 5683, 5685, 5686, 5689 |
| ∫  | Szentlőrinc, bükkösdi elágazás    | 21 | 1503, 1569, 1579, 1641, 1665, 1668, 1673, 1742 5685, 5686, 5687, 5688, 5689, 5690, 5885 |
| 12 | Szentlőrinc, Munkácsy utca        | 20 | 5683, 5685, 5881, 5885, 5934 |
| 13 | Szentlőrinc, egészségközpont      | 19 | 5679, 5680, 5682, 5683, 5685, 5885, 5886, 5888, 5934 |
| 14 | Szentlőrinc, Munkácsy utca        | 18 | 5683, 5685, 5881, 5885, 5934 |
| 15 | Szentlőrinc, kültelek             | 17 | 5881 |
| 16 | Szentlőrinc, temető               | 16 | 5881 |
| 17 | Cserdi, templom                   | 15 | 5881, 5934 |
| 18 | Helesfa, dinnyeberki elágazás     | 14 | 5881, 5934 |
| ∫  | Helesfa, emlékmű                  | 13 | 5881 |
| ∫  | Dinnyeberki, forduló              | 12 | 5881 |
| ∫  | Helesfa, emlékmű                  | 11 | 5881 |
| 18 | Helesfa, dinnyeberki elágazás     | 10 | 5881, 5934 |
| 19 | Bükkösd, iskola                   | 9  | 5881, 5934 |
| 20 | Bükkösd, óvoda                    | 8  | 5881 |
| 21 | Bükkösd, forduló végállomás       | 7  | 5881 |
| 22 | Bükkösd, óvoda                    | 6  | 5881 |
| 23 | Bükkösd, vasútállomás bejárati út | 5  | 5881 személyvonat |
| 24 | Bükkösd, Becsali                  | 4  | 5881 |
| 25 | Hetvehely, Ady Endre utca         | 3  | 5731, 5744, 5881, 5934 |
| 26 | Szentkatalini elágazás            | 2  | 5731, 5744, 5881 |
| 27 | Okorvölgy, községháza             | 1  | 5731, 5881 |
| 28 | Szentkatalin, forduló végállomás  | 0  | 5731, 5881 |